# Sólo traigo mi ritmo
"Sólo traigo mi ritmo" es una canción interpretada por el artista puertorriqueño-estadounidense Chayanne, incluido en su séptimo álbum de estudio Volver a nacer (1996) La canción está escrita Ximena Zapata y a la misma vez producida por el productor musical Estéfano. Se lanzó como el segundo sencillo del álbum en noviembre del año 1996 bajo el sello discográfico Sony Discos.

## Lista de canciones

### CD - Single[4]
| Sólo traigo mi ritmo — Single |                                |          |  |
| N.º                           | Título                         | Duración |  |
| 1.                            | «Sólo traigo mi ritmo»         | 3:48     |  |
| 2.                            | «Sólo traigo mi ritmo (Remix)» | 4:33     |  |

## Posicionamiento en listas
| Listas (1996)    | Máxima posición |
| ---------------- | --------------- |
| Top 100 mexicano | 63              |